# Полк (округ, Орегон)
Шаблон:StateAbbr_ 44°55′ пн. ш. 123°25′ зх. д. / 44.91° пн. ш. 123.42° зх. д.
Округ  Полк (англ. Polk County) — округ (графство) у штаті  Орегон, США. Ідентифікатор округу 41053.

## Історія
Округ утворений 1845 року.

## Демографія
За даними перепису 
2000 року 
загальне населення округу становило 62380 осіб, зокрема міського населення було 47672, а сільського — 14708.
Серед мешканців округу чоловіків було 30232, а жінок — 32148. В окрузі було 23058 домогосподарств, 16130 родин, які мешкали в 24461 будинках.
Середній розмір родини становив 3,07.
Віковий розподіл населення поданий у таблиці:
| Стать    | До 15 років | 15-21 | 22-29 | 30-39 | 40-49 | 50-65 | 65-85 | Понад 85 |
| -------- | ----------- | ----- | ----- | ----- | ----- | ----- | ----- | -------- |
| Чоловіки | 6722        | 3645  | 3039  | 3725  | 4492  | 4844  | 3312  | 453      |
| Жінки    | 6233        | 3881  | 2936  | 3853  | 4838  | 4929  | 4353  | 1125     |

## Суміжні округи
- Ямгілл — північ
- Меріон — схід
- Линн — південний схід
- Бентон — південь
- Лінкольн — захід
- Тілламук — північний захід

## Виноски
1. ↑  U.S. Decennial Census. United States Census Bureau. Процитовано 28 лютого 2015.
2. ↑  Historical Census Browser. University of Virginia Library. Архів оригіналу за 11 серпня 2012. Процитовано 28 лютого 2015.
3. ↑  Forstall, Richard L., ред. (27 березня 1995). Population of Counties by Decennial Census: 1900 to 1990. United States Census Bureau. Процитовано 28 лютого 2015.
4. ↑  Census 2000 PHC-T-4. Ranking Tables for Counties: 1990 and 2000 (PDF). United States Census Bureau. 2 квітня 2001. Процитовано 28 лютого 2015.
5. ↑  State & County QuickFacts. United States Census Bureau. Архів оригіналу за 18 липня 2011. Процитовано 15 листопада 2013.(англ.) Наведено за англійською вікіпедією.
6. ↑  American FactFinder. Бюро перепису населення США. Архів оригіналу за 26 лютого 2012. Процитовано 31 січня 2008.

| США | Це незавершена стаття з географії США. Ви можете допомогти проєкту, виправивши або дописавши її. |